# Sân vận động chính Asiad Busan
Sân vận động Asiad Busan hay Sân vận động chính Asiad là một sân vận động đa năng ở Busan, Hàn Quốc. Sân được xây dựng để tổ chức Đại hội Thể thao châu Á 2002 cũng như các trận đấu của Giải vô địch bóng đá thế giới 2002. Sân có sức chứa 53.769 chỗ ngồi. Tại Đại hội Thể thao châu Á 2002, sân đã tổ chức lễ khai mạc và bế mạc, cũng như các nội dung thi đấu môn điền kinh và trận chung kết môn bóng đá nam.

## Giải vô địch bóng đá thế giới 2002
Sân vận động là một trong những địa điểm tổ chức Giải vô địch bóng đá thế giới 2002, và đã tổ chức các trận đấu sau:
| Ngày               | Đội #1   | Kết quả | Đội #2  | Vòng   |
| ------------------ | -------- | ------- | ------- | ------ |
| 2 tháng 6 năm 2002 | Paraguay | 2–2     | Nam Phi | Bảng B |
| 4 tháng 6 năm 2002 | Hàn Quốc | 2–0     | Ba Lan  | Bảng D |
| 6 tháng 6 năm 2002 | Pháp     | 0–0     | Uruguay | Bảng A |